# Hermann Hagstedt
Hermann Hagstedt (* 23. April 1884 in Grüppenbühren I, Gemeinde Ganderkesee; † 13. September 1966 in Bookholzberg) war ein deutscher Politiker.
Hagstedt war in seinem beruflichen Leben als Maurermeister tätig. Im Jahr 1928 zog Hagstedt als Abgeordneter der SPD erstmals in den Oldenburgischen Landtag ein, dem er bis 1932 angehörte.
Nach Ende des Zweiten Weltkriegs wurde er in den Ernannten Landtag von Oldenburg berufen und diente dort von der ersten Sitzung am 30. Januar 1946 bis zur letzten am 6. November 1946 als Erster Vizepräsident.

## Quelle
- Barbara Simon: Abgeordnete in Niedersachsen 1946–1994. Biographisches Handbuch. Hrsg. vom Präsidenten des Niedersächsischen Landtages. Niedersächsischer Landtag, Hannover 1996, S. 137.

| Personendaten    | Personendaten                         |
| ---------------- | ------------------------------------- |
| NAME             | Hagstedt, Hermann                     |
| KURZBESCHREIBUNG | deutscher Politiker (SPD), MdL        |
| GEBURTSDATUM     | 23. April 1884                        |
| GEBURTSORT       | Grüppenbühren I, Gemeinde Ganderkesee |
| STERBEDATUM      | 13. September 1966                    |
| STERBEORT        | Bookholzberg                          |